# Серебрянный, Леонид Рувимович
Леонид Рувимович Серебрянный (21 декабря 1931 — 16 апреля 2000 года) — советский и российский палеогеограф, геоморфолог, гляциолог, эколог, страновед, картограф, переводчик, доктор географических наук (1973), профессор (1990).
Сфера исследований — специальное геоморфологическое картографирование, физическая география, палеогеография, геоморфология, гляциология, биогеография, экология, страноведение.

## Биография
Родился в Москве. В 1949—1954 годах учился на географическом и филологическом факультетах МГУ. Работал в Институте Географии Российской академии наук с 1954 по 2000 год.

## Вклад в науку
Активно участвовал в реализации монументальных научных проектов («Физико-географический атлас мира», «Рельеф Земли», «Современные тектонические движения земной коры», «Атлас снежно-ледовых ресурсов мира», «Природная среда и естественные ресурсы мира»). Был участником и научным руководителем экспедиций в высокогорные и арктические районы Евразии и по Русской равнине.
На базе сотрудничества с первой в СССР радиоуглеродной лабораторией ГЕОХИ АН СССР инициировал применение радиоуглеродного метода в палеогеографических исследованиях. Опубликовал первые сводные монографии и ряд проблемных и методических статей по радиоуглеродному датированию. Используя палеоботаническую и радиоуглеродную информацию, представил модели миграций основных лесообразующих пород и связал их с историей лесов на территории Русской равнины в поздне- и послеледниковое время. Внес содержательный вклад в изучение происхождения флоры и растительности Российской Арктики. Обосновал длительное непрерывное развитие органического мира этого региона в плейстоцене и голоцене.
Провел пионерные био- и литоиндикационные исследования в высокогорьях Кавказа и Средней Азии. На базе данных гляциологии, лихенометрии, дендрохронологии и палинологии выполнил детальные реконструкции колебаний климата и ледников в голоцене. Инициировал работы по анализу миграции обломочного материала в горных ледниках. Диагностические признаки разных типов гляцигенных отложений использованы для реконструкций эволюции климата и оледенения.
К новаторским относятся представления об относительной непродолжительности оледенений и похолоданий плейстоцена, тогда как теплые и переходные периоды были более продолжительными и с ними в основном связана эволюция органического мира. Для Русской равнины установил наличие двух позднеплейстоценовых оледенений, разделенных продолжительным неледниковым периодом, включавшим межледниковье.
Внес вклад в разработку актуальных проблем природопользования и экологии северных районов России. Способствовал разработке научной базы современной теоретической географии.
Был членом Советской секции гляциологии, Комиссии по изучению четвертичного периода РАН, комиссий по абсолютному возрасту, по карте четвертичных отложений Европы, литологии четвертичных отложений Международной ассоциации по изучению четвертичного периода (ИНКВА).
На протяжении многих лет был председателем ГЭК Географического факультета МГУ, а затем ГАК Тюменского государственного университета. Читал курсы лекций по географии и экологии в российских и зарубежных университетах. Работал в редколлегиях отечественных и международных журналов, был редактором и переводчиком географической литературы.  В 1994 году по стипендии Фулбрайта несколько месяцев преподавал в Университете Висконсина-Мэдисона в США.
Список публикаций включает свыше 550 научных и научно-популярных работ, в том числе 18 книг.

## Основные публикации
- Serebryanny, L.R., Tishkov, A.A. (1997). Quaternary Environmental Changes and Ecosystems of the European Arctic. In: Oechel, W.C., et al. Global Change and Arctic Terrestrial Ecosystems. Ecological Studies, vol 124. Springer, New York, NY. https://doi.org/10.1007/978-1-4612-2240-8_3
- Serebryanny, L., Andreev, A., Malyasova, E., Tarasov, P., & Romanenko, F. (1998). Lateglacial and early-Holocene environments of Novaya Zemlya and the Kara Sea Region of the Russian Arctic. The Holocene, 8(3), 323-330. https://doi.org/10.1191/095968398677085532 (Original work published 1998)
- Serebryanny L. The Colonization and Peoples of Novaya Zemlya Then and Now. Nationalities Papers. 1997;25(2):301-309. doi:10.1080/00905999708408505
- Serebryanny, L., & Malyasova, E. (1998). The Quaternary vegetation and landscape evolution of Novaya Zemlya in the light of palynological records. Quaternary International, 45, 59-70.
- Serebryanny, L. R., & Solomina, O. N. (1996). Glaciers and climate of the mountains of the former USSR during the Neoglacial. Mountain Research and Development, 157-166.
- Радиоуглеродный метод и его применение для изучения палеогеографии четвертичного периода. М.: Изд-во АН СССР, 1961. 226 с.;
- Применение радиоуглеродного метода в четвертичной геологии. М.: Наука, 1965. 271 с.;
- Динамика покровного оледенения и гляциоэвстазия в позднечетвертичное время. М.: Наука, 1978. 272 с.;
- Лабораторный анализ в геоморфологии и четвертичной палеогеографии. М.: ВИНИТИ, 1980. 152 с.;
- Древнее оледенение и жизнь. М.: Наука, 1980. 128 с.;
- Колебания ледников и процессы моренонакопления на Центральном Кавказе. М.: Наука, 1984. 216 с. (колл.);
- Морены — источник гляциологической информации. М.: Наука, 1989. ISBN 5-02-003287-5, 257 с. (колл.);
- География в системе наук о Земле. М.: ВИНИТИ, 1985. 206 с. (с А. Ю. Ретеюмом);
- Ледники в горах. М.: Наука, 1985. 157 с. (с А. В. Орловым);
- Тянь-Шань глазами гляциолога. М.: Наука, 1988. 144 с. (с А. В. Орловым);
- Физическая география и четвертичная геология Дании. М.: Наука, 1967. 272 с.;
- Исландия. Страна — люди — хозяйство. М.: Мысль, 1969. 248 с.;
- Нидерланды. Очерки страноведения. М.: Мысль, 1974. 230 с.;
- Нидерланды: традиции и современность. М.: Наука, 1990. 160 с.
- Страна огня и льда. М.: Географги, 1969.